# Shocker (filme)
Shocker (bra: Shocker - 100.000 Volts de Terror; prt: 100.000 Volts de Terror) é um filme de terror norte-americano de 1989, escrito e dirigido por Wes Craven.

## Sinopse
Psicopata é condenado à morte na cadeira elétrica. Durante a execução, seu corpo é energizado com a descarga elétrica e o espírito ganha o poder de se transferir para outros corpos, transformando pessoas inocentes em cruéis assassinos.

## Elenco
- Mitch Pileggi como Horace Pinker
- Peter Berg como Jonathan Parker
- Camille Cooper como Alison
- Richard Brooks como Rhino
- Sam Scarber como Cooper
- Ted Raimi como Pac Man
- Virginia Morris como Diane
- Emily Samuel como Sally
- Michael Murphy como Tenente Don Parker
- Peter Tilden como Repórter
- Heather Langenkamp como Vítima
- Wes Craven como Vizinho
- Brent Spiner como John Tesh, convidado do programa de talkshow
- Jessica Craven